# 馬爾斯冰川
71°54′S 68°23′W / 71.900°S 68.383°W
馬爾斯冰川（英語：Mars Glacier）是南極洲的冰川，位於亞歷山大一世島東南端，長11公里、寬4公里，最終注入喬治六世海峽，在1935年11月23日由美國探險家發現。